# Zabrus rotundicollis
Zabrus (Pelor) rotundicollis – gatunek chrząszcza z rodziny biegaczowatych, podrodziny Pterostichinae i plemienia Zabrini.
Gatunek opisany został w 1836 roku przez Édouarda Ménétriesa. W obrębie swojego rodzaju należy do podrodzaju Pelor. Brano pod uwagę możliwość, że nie jest to gatunek a podgatunek Zabrus spinipes, jednak obecnie ma rangę samodzielnego gatunku. W 1838 roku Rambur niezależnie opisał inny gatunek pod nazwą Zabrus rotundicollis – nazwa ta został zsynonimizowana z Zabrus (Iberozabrus) ambiguus.
Chrząszcz palearktyczny. Kriżanowskij i inni określali jego zasięg jako obejmujący Kaukaz Większy i Wyżynę Armeńską. Wykazany został z Turcji (w tym prowincji Konya, gdzie jest drugim najpospolitszym przedstawicielem rodzaju), Armenii i Iranu, w tym z ostanu Ardabil.